# Elisabetta Conci
Elisabetta Conci, nota anche con il soprannome di Elsa (Trento, 23 marzo 1895 – Mollaro, 1º novembre 1965), è stata una politica italiana della Democrazia Cristiana, ricordata per essere stata quattro volte deputata e una delle 21 donne elette all'Assemblea costituente italiana.

## Biografia
Era figlia di Enrico Conci, avvocato in seguito deputato alla Dieta di Innsbruck e al Parlamento di Vienna, e di Maria Sandri.
Nel 1915 dopo aver ottenuto il diploma liceale e in pianoforte, raggiunse la famiglia confinata a Linz. Un processo per irredentismo iniziato contro di lei fu interrotto perché intervenne l'amnistia per la morte di Francesco Giuseppe nel 1916.
Studiò filosofia all'Università di Vienna fino alla fine della prima guerra mondiale, poi si spostò all'Università di Roma, dove si laureò in lettere nel 1920.
Fece parte della Federazione Universitaria Cattolica Italiana, diventando presidente della sezione romana.
Per 15 anni insegnò tedesco a Trento, all'Istituto tecnico inferiore Leonardo da Vinci. Fu anche attiva nell'Azione cattolica.

### Il secondo dopoguerra
Al termine della seconda guerra mondiale entrò nella Democrazia Cristiana.
Scrisse vari articoli di argomento politico e moralistico su Il Popolo Trentino (ora l'Adige).
Nel 1946 fu eletta prima delegata al congresso nazionale della DC, e poi deputata all'Assemblea Costituente. Fece parte della Commissione dei 18, che aveva il compito di coordinare gli Statuti speciali con la Costituzione.
Dal 194] al 1952 fu vice-segretaria del gruppo Democratico Cristiano della Camera, diventandone poi segretaria.
Dal 19 novembre 1959 al 15 maggio 1963 fu Segretaria della "Commissione speciale per l'esame del disegno e delle proposte di legge concernenti provvedimenti per la città di Napoli".
Fece parte della delegazione italiana al Parlamento europeo di Strasburgo.
Nel maggio 1965 si ammalò gravemente, e si ritirò nella casa a Mollaro in Val di Non. In settembre papa Paolo VI le assegnò la croce Pro Pontifice et Ecclesia. Morì il 1º novembre 1965.

## Bibliografia

Enrico ed Elsa Conci